# هارون كونينغهام
هارون كونينغهام (بالإنجليزية: Aaron Cunningham)‏ هو لاعب كرة قاعدة أمريكي، ولد في 24 أبريل 1986 في أنكوريج في الولايات المتحدة.

## وصلات خارجية
- هارون كونينغهام على موقع دوري كرة القاعدة الرئيسي (الإنجليزية)
- هارون كونينغهام على موقعبيزبول رفرنس.كوم (الدوري الرئيسي) (الإنجليزية)
- هارون كونينغهام على موقعبيزبول رفرنس.كوم (الدوري الثانوي) (الإنجليزية)
- هارون كونينغهام على موقع إي إس بي إن.كوم (أم.أل.بي) (الإنجليزية)
- هارون كونينغهام على موقع مشجعي الرسوم البيانية (الإنجليزية)